# Patric Reuterswärd
Patric Oscar Reuterswärd, född 22 november 1820 i Norra Vi församling, Östergötlands län, död 23 augusti 1907 i Skinnskattebergs församling, Västmanlands län, var en svensk politiker, hovmarskalk och riksdagsman. 
Reuterswärd blev underlöjtnant vid Första livgrenadjärregementet 1839, men lämnade 1855 den militära banan med kaptens avsked för att ägna sig åt de omfattande bruksegendomar i Västmanland som han var intressent i. Som sådan stod han i spetsen för sjö- och myravtappningar samt vägbyggnader, bildade Porla brunnsaktiebolag med mera.
Redan 1844 började Reuterswärd sin politiska bana på riddarhuset, i vars förhandlingar han deltog under alla efterföljande ståndsriksdagar, från och med 1856–1858 års riksdag placerad i bevillningsutskottet. Efter representationsförändringen, som genomdrevs med hans stöd, tillhörde han första kammaren under den långa tiden 1867–1899, till och med 1875 som representant för Kopparbergs läns valkrets och därefter för Västmanlands läns valkrets. Han var ledamot av bankoutskottet 1867, av bevillningsutskottet 1878–1883 och 1886–1891 samt av konstitutionsutskottet 1884–1885, men han hade inte spelat någon mera betydande roll, förrän han i mitten av 1880-talet framträdde som en av protektionismens mest övertygade banerförare. Under det decennium, som närmast följde 1887 års tullstrid, torde han kunna betecknas som åtminstone den utåt framträdande ledaren för Första kammarens majoritet, vilken hyste stor tilltro till protektionismen och var avogt inställd till förändringar i den politiska och kommunala rösträtten och mot tillmötesgående av Norges önskemål i unionsfrågan men däremot starkt för ett stärkt försvar. Han hedrades också med plats i talmanskonferensen vid alla riksdagar från 1892 års urtima till och med 1899 samt i 1895 års hemliga utskott.
Reuterswärd var ledamot av Västmanlands läns landsting 1866–1896, var 1872–1873 dess vice ordförande och 1874–1896 dess ordförande. Han var ledamot av kommittén för utredning av frågan om väghållningsbesvärets utgörande på landet 1876 och under flera år ordförande i Västmanlands läns hushållningssällskap. Reuterswärd blev 1881 ledamot av Lantbruksakademien. 1878 utnämndes han till hovmarskalk.
Patric Reuterswärd var son till överstelöjtnanten Fredrik Anders Reuterswärd och Hebbla Carolina Ridderborg. Han var gift första gången 1852 med Augusta Jacobina Holmqvist och andra gången 1856 med Anastasia Charlotta Therésia Rouget de S:t Hermine. I första äktenskapet föddes sonen Carl. Patric Reuterswärd var farfar till Patrik Reuterswärd (1885–1963) och farfars far till Patrik Reuterswärd (1922–2000).
Köping–Uttersbergs Järnvägs ånglok No 7 Patric Reuterswärd, byggd 1894, är namngiven efter Reuterswärd.